# 地节
地节（前69年—前66年）是汉宣帝的第二个年号，共使用了4年。

## 改元年代
《漢書》記載在西元前69年，辛德勇指出，據出土文物「本始」年號下限可到六年五月十四日，以此判斷「地節」年號始行用於二年，所謂「地節元年」則出自翌年追改。

## 大事记
- 地節三年（前67年）八歲的劉奭被漢宣帝立為太子。

## 纪年
| 地节 | 元年   | 二年   | 三年   | 四年   |
| ---- | ------ | ------ | ------ | ------ |
| 公元 | 前69年 | 前68年 | 前67年 | 前66年 |
| 干支 | 壬子   | 癸丑   | 甲寅   | 乙卯   |

## 参看
- 中國年號索引

| 前一年號： 本始 | 西漢年號 地節 | 下一年號： 元康 |